# Ambassade de Russie en Turquie
L'ambassade de Russie en Turquie se situe à Ankara.

## Ambassadeurs

### Union soviétique
- Semyon Aralov
- Lev Karakhan
- Vladimir Lavrov
- Boris Podtserob
- Andrey Andreyevich Smirnov

### Russie
- Petr Stegny (ru)
- Vladimir Ivanovsky (ru)
- Andreï Karlov (2013-2016)